# Copa Ibarguren 1913
La Copa Ibarguren 1913 fue la primera edición de ese torneo, una de las copas nacionales oficiales del fútbol argentino. 

## Equipos clasificados
Clasificaron como campeones del año:
| AFA |  | Racing Club       |  | Campeón de la Primera División de Argentina (1913) |
| ARF |  | Newell's Old Boys |  | Campeón del Copa Nicasio Vila (1913)               |
| LSF |  | Colón             |  | Campeón de la Liga Santafesina de Fútbol (1913)    |

### Asociación Argentina de Football

#### Primera ronda
| Pos | Equipo               | Pts | PJ | G  | E | P  | GF | GC | Dif |
| --- | -------------------- | --- | -- | -- | - | -- | -- | -- | --- |
| 1º  | Racing Club          | 24  | 14 | 12 | 0 | 2  | 41 | 5  | 36  |
| 2º  | San Isidro           | 24  | 14 | 11 | 2 | 1  | 44 | 8  | 36  |
| 3º  | River Plate          | 24  | 14 | 10 | 4 | 0  | 30 | 7  | 23  |
| 4º  | Belgrano Athletic    | 18  | 14 | 8  | 2 | 4  | 34 | 16 | 18  |
| 5º  | Boca Juniors         | 18  | 14 | 8  | 2 | 4  | 29 | 16 | 13  |
| 6º  | Platense             | 18  | 14 | 8  | 2 | 4  | 36 | 25 | 11  |
| 7º  | Quilmes              | 18  | 14 | 8  | 2 | 4  | 29 | 21 | 8   |
| 8º  | Estudiantes (BA)     | 13  | 14 | 6  | 1 | 7  | 26 | 23 | 3   |
| 9º  | Estudiantil Porteño  | 13  | 14 | 5  | 3 | 6  | 32 | 33 | -1  |
| 10º | Banfield             | 13  | 14 | 5  | 3 | 6  | 23 | 31 | -8  |
| 11º | Comercio             | 10  | 14 | 4  | 2 | 8  | 26 | 34 | -8  |
| 12º | Ferro Carril Oeste   | 6   | 14 | 1  | 4 | 9  | 16 | 31 | -15 |
| 13º | Ferrocarril Gran Sud | 4   | 14 | 1  | 2 | 11 | 17 | 51 | -34 |
| 14º | Olivos               | 4   | 14 | 1  | 2 | 11 | 10 | 49 | -39 |
| 15º | Riachuelo            | 3   | 14 | 0  | 3 | 11 | 8  | 51 | -43 |

#### Segunda ronda
| Pos | Equipo            | Pts | PJ | G  | E | P | GF | GC | Dif |
| --- | ----------------- | --- | -- | -- | - | - | -- | -- | --- |
| 1º  | Racing Club       | 31  | 18 | 15 | 1 | 2 | 47 | 6  | 41  |
| 1º  | River Plate       | 31  | 18 | 13 | 5 | 0 | 36 | 9  | 27  |
| 3º  | Platense          | 21  | 18 | 9  | 3 | 6 | 38 | 32 | 6   |
| 4º  | Belgrano Athletic | 18  | 18 | 8  | 2 | 8 | 34 | 16 | 18  |
| 5º  | Banfield          | 16  | 18 | 6  | 4 | 8 | 24 | 36 | -12 |

| Desempate del primer puesto | Desempate del primer puesto | Desempate del primer puesto | Desempate del primer puesto | Desempate del primer puesto | Desempate del primer puesto |
| Equipo 1                    | Resultado                   | Equipo 2                    | Estadio                     | Fecha                       |                             |
| --------------------------- | --------------------------- | --------------------------- | --------------------------- | --------------------------- | --------------------------- |
| Racing Club                 | 3 - 0                       | River Plate                 | Estudiantes (BA)            | 21 de diciembre             |                             |

| Pos | Equipo              | Pts | PJ | G  | E | P  | GF | GC | Dif |
| --- | ------------------- | --- | -- | -- | - | -- | -- | -- | --- |
| 1º  | San Isidro          | 32  | 19 | 14 | 4 | 1  | 53 | 13 | 40  |
| 2º  | Boca Juniors        | 27  | 19 | 12 | 3 | 4  | 35 | 19 | 16  |
| 3º  | Quilmes             | 18  | 19 | 8  | 2 | 9  | 29 | 21 | 8   |
| 4º  | Estudiantes (BA)    | 17  | 19 | 7  | 3 | 9  | 32 | 32 | 0   |
| 5º  | Estudiantil Porteño | 17  | 19 | 7  | 3 | 9  | 43 | 44 | -1  |
| 6º  | Comercio            | 15  | 19 | 6  | 3 | 10 | 30 | 42 | -12 |

#### Final por el título
| Desempate del primer puesto | Desempate del primer puesto | Desempate del primer puesto | Desempate del primer puesto | Desempate del primer puesto | Desempate del primer puesto |
| Equipo 1                    | Resultado                   | Equipo 1                    | Estadio                     | Fecha                       |                             |
| --------------------------- | --------------------------- | --------------------------- | --------------------------- | --------------------------- | --------------------------- |
| Racing Club                 | 2 - 0                       | San Isidro                  | Racing Club                 | 28 de diciembre             |                             |

### Liga Rosarina de Football
| Pos | Equipo                         | Pts | PJ | G  | E | P  | GF | GC | Dif |
| 1º  | Newell's Old Boys              | 21  | 12 | 10 | 1 | 1  | 43 | 4  | 39  |
| 2º  | Rosario Athletic               | 20  | 12 | 9  | 2 | 1  | 50 | 9  | 41  |
| 3º  | Argentino                      | 16  | 12 | 6  | 4 | 2  | 32 | 18 | 14  |
| 4º  | Unión                          | 11  | 12 | 5  | 1 | 6  | 25 | 19 | 6   |
| 5º  | Ferro Carril Córdoba y Rosario | 9   | 12 | 4  | 1 | 7  | 13 | 40 | -27 |
| 6º  | Provincial                     | 6   | 12 | 3  | 0 | 9  | 14 | 36 | -22 |
| 7º  | Atlantic Sportsmen             | 1   | 12 | 0  | 1 | 11 | 3  | 45 | -42 |

### Liga Santafesina de Football
| Pos | Equipo     | Pts | PJ | G | E | P | GF | GC | Dif |
| 1º  | Colón      | 16  | 10 | 7 | 2 | 1 | 9  | 4  | 5   |
| 2º  | Unión      | 14  | 10 | 6 | 2 | 2 | 15 | 8  | 7   |
| 3º  | 9 de julio | 12  | 10 | 5 | 2 | 3 | 9  | 5  | 4   |
| 4º  | Argentine  | 9   | 10 | 3 | 3 | 4 | 2  | 7  | -5  |
| 5º  | Peñarol    | 7   | 10 | 2 | 3 | 5 | 4  | 14 | -10 |
| 6º  | Federal    | 2   | 10 | 1 | 0 | 9 | 1  | 2  | -1  |

## Desarrollo
El torneo enfrentó en una ronda previa a Colón y Newell´s Old Boys, de las ligas de la provincia de Santa Fe.
En tanto el campeón argentino, Racing Club, clasificó directamente a la final. 

## Primera ronda
| 23 de marzo de 1914 | Newell's Old Boys                                                                                               | 8:0 (3:0) | Club Atlético Colón | Estadio El Coloso del Parque, Rosario |  |
|                     | F. Gómez 5' (a.g.) · T. Hamblin 6', 53', 78' · M. González 27', 68' · G. Montenegro 85' (a.g.) · A. Torelli 86' |           |                     |                                       |  |

## Final
| 5 de abril de 1914 | Racing Club                         | 3:1 (2:1) | Newell's Old Boys | Estadio Racing Club, Avellaneda |                         |
|                    | Hospital 15' · Marcovecchio 25' 88' |           | M. González 35'   | Árbitro(s): Hugo Gondra         | Árbitro(s): Hugo Gondra |

|                                 |
|                                 |
| Campeón Racing Club 1.er título |